# Pholidota advena
Pholidota advena är en orkidéart som först beskrevs av C.S.P.Parish och Heinrich Gustav Reichenbach, och fick sitt nu gällande namn av Joseph Dalton Hooker. Pholidota advena ingår i släktet Pholidota och familjen orkidéer. Inga underarter finns listade i Catalogue of Life.